# Sematophyllum
Sematophyllum là một chi rêu trong họ Sematophyllaceae.